# 貝加奇
貝加奇是哥倫比亞的城鎮，位於該國北部，由安蒂奧基亞省負責管轄，距離首府麥德林147公里，始建於1950年，面積512平方公里，海拔高度914米，2005年人口11,086。
6°46′N 74°48′W / 6.767°N 74.800°W